# Powałczyn
Powałczyn (deutsch Powalczin, 1938 bis 1945 Schönhöhe (Ostpr.)) ist ein Dorf in der polnischen Woiwodschaft Ermland-Masuren und gehört zur Gmina Świętajno (Landgemeinde Schwentainen, 1938 bis 1945 Altkirchen (Ostpr.)) im Powiat Szczycieński (Kreis Ortelsburg).

## Geographische Lage
Powałczyn liegt nördlich des Tiefensees (polnisch Jezioro Nożyce) in der südlichen Mitte der Woiwodschaft Ermland-Masuren, 15 Kilometer nordöstlich der Kreisstadt Szczytno (deutsch Ortelsburg).

## Geschichte
Mit der am 15. Juni 1765 ausgestellten Handfeste Friedrichs des Großen wurde Powaltzin (nach 1785 Powalzin, nach 1820 Powalcin) als Schatulldorf gegründet. Am 10. Januar 1861 wurde der kleine am 10. Juni 1753 gegründete Ort Opukelmühle nach Powalcin eingegliedert.
Im Jahre 1874 wurde Powalczin in den neu errichteten Amtsbezirk Ratzeburg (polnisch Racibórz) einbezogen, der bis 1945 zum ostpreußischen Kreis Ortelsburg gehörte. 191 Einwohner zählte Powalczin im Jahre 1910, im Jahre 1933 waren es 165.
Aufgrund der Bestimmungen des Versailler Vertrags stimmte die Bevölkerung in den Volksabstimmungen in Ost- und Westpreussen am 11. Juli 1920 über die weitere staatliche Zugehörigkeit zu Ostpreußen (und damit zu Deutschland) oder den Anschluss an Polen ab. In Powalczin stimmten 153 Einwohner für den Verbleib bei Ostpreußen, auf Polen entfielen keine Stimmen.
Am 3. Juni – amtlich bestätigt am 16. Juli – 1938 wurde Powalczin aus politisch-ideologischen Gründen der Abwehr fremdländisch klingender Ortsnamen in „Schönhöhe (Ostpr.)“ umbenannt. Die Einwohnerzahl belief sich 1939 auf 151.
In Kriegsfolge kam Schönhöhe 1945 mit dem gesamten südlichen Ostpreußen zu Polen. Das kleine Dorf erhielt die polnische Namensform „Powałczyn“ und ist heute eine Ortschaft im Verbund der Gmina Świętajno (Schwentainen, 1938 bis 1945 Altkirchen (Ostpr.)) im Powiat Szczycieński (Kreis Ortelsburg), bis 1998 der Woiwodschaft Olsztyn, seither der Woiwodschaft Ermland-Masuren zugehörig. Im Jahre 2011 betrug die Zahl der Einwohner 60.

## Kirche
Bis 1945 war Powalczin resp. Schönhöhe in die evangelische Kirche Klein Jerutten in der Kirchenprovinz Ostpreußen der Kirche der Altpreußischen Union sowie in die römisch-katholische Kirche Ortelsburg im Bistum Ermland eingepfarrt. Heute gehört Powałczyn katholischerseits zur St.-Maximilian-Kolbe-Kirche Jerutki im jetzigen Erzbistum Ermland, evangelischerseits zur Pfarrei Szczytno in der Diözese Masuren der Evangelisch-Augsburgischen Kirche in Polen.

## Schule
Die im Zeitalter Friedrichs des Großen gegründete Dorfschule erhielt in den 1880er Jahren ein Schulgebäude, das 1935 ausgebaut und modernisiert wurde.

## Verkehr
Powałczyn liegt an einer Nebenstraße, die von Świętajno (Schwentainen, 1938 bis 1945 Altkirchen (Ostpr.)) über Piasutno (Piassutten, 1938 bis 1945 Seenwalde) zur Landesstraße 58 führt. Eine Anbindung an den Bahnverkehr besteht nicht.